# Altopiano di Mieming

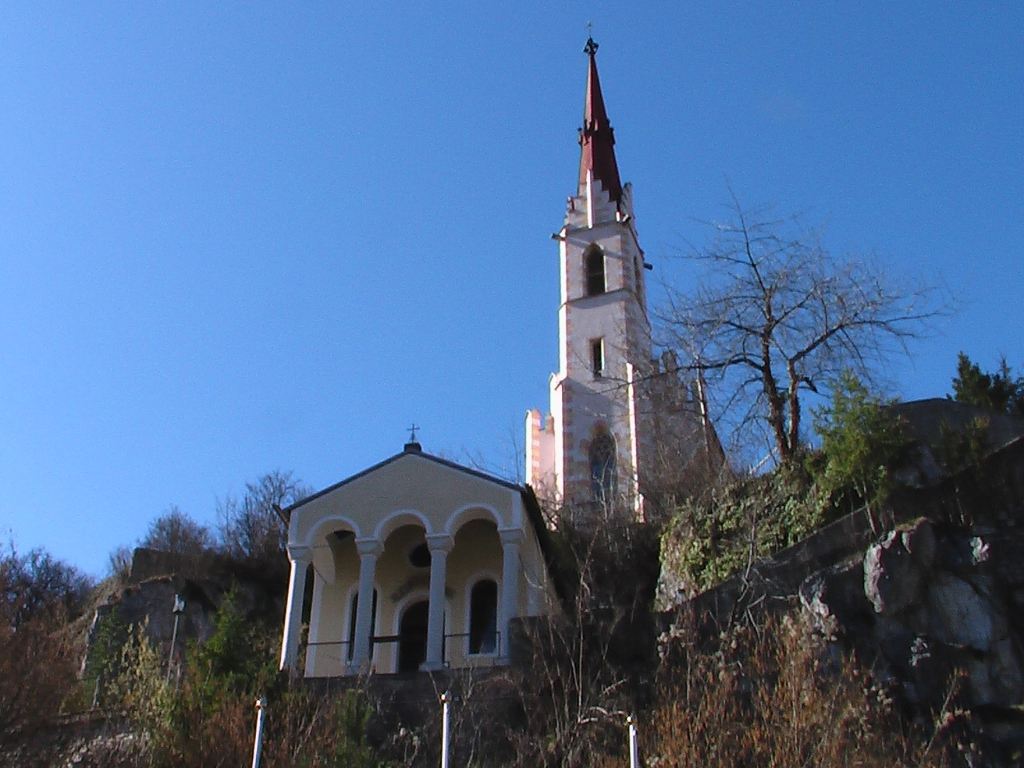
Veduta di Mötz

L’Altopiano di Mieming è un pianoro allargato, esteso ad un'altitudine compresa fra gli 850 e i 1000 sul livello del mare e situato ad ovest di Innsbruck, ai margini meridionali della Catena di Mieming.
Questo terrazzo di media montagna è protetto a nord dalla catena montuosa e si apre invece in direzione sud, est ed ovest beneficiando in abbondanza dei raggi del sole.
Allungato su 14 km e largo fino a 4 km, l'altopiano digrada al margine meridionale verso la valle dell'Inn.

## Caratteristiche
Il territorio è contrassegnato da una minuziosa suddivisione in prati e campi coltivati, alternati a lariceti e boschi ariosi. Sull'altopiano si intreccia un fitto reticolo di sentieri escursionisti e percorsi ciclabili e, d'inverno, di piste da sci di fondo che rendono le sue località destinazioni molto apprezzate.
Nella vicina Mötz, il santuario di Maria Locherboden troneggia in bella evidenza sul monte Sassberg. Ad est, l'altopiano inizia nei pressi di Telfs, raggiungibile comodamente su una strada in lieve salita; ad ovest termina all'altezza della Sella di Holzleiten dove la strada prosegue verso la vallata Gurgltal e si collega con l'arteria del valico tedesco del Fernpass.
Importanti vie di traffico attraversavano l'Altopiano già in epoca romana (Via Claudia Augusta) in direzione del Fernpass e dell'antica città germanica di Augusta.

## Curiosità
La serie TV tedesca Un dottore tra le nuvole (Der bergdoktor), ambientato nella fittizia località di «Sonnenstein», è stata girata su questo altopiano.